# Équateur (Provinz)
Koordinaten: 0° 6′ N, 18° 18′ O
Équateur (Äquator) ist eine Provinz der Demokratischen Republik Kongo mit 1.528.000 Einwohnern. Die Hauptstadt ist Mbandaka.

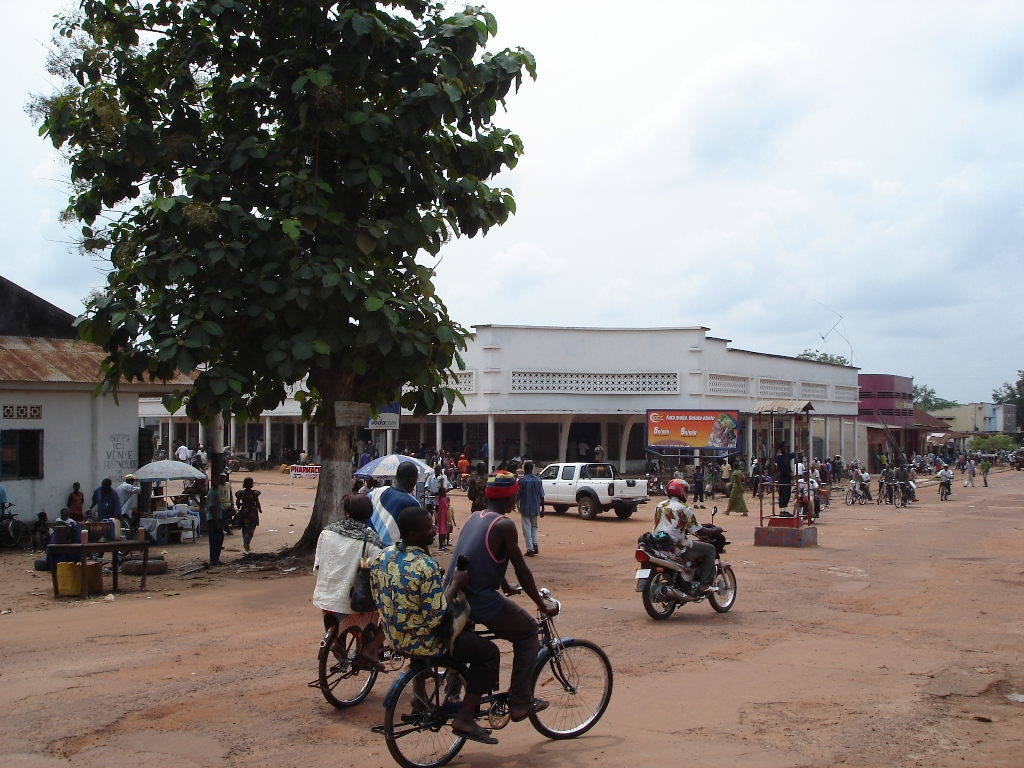
Straßenszene in Mbandaka

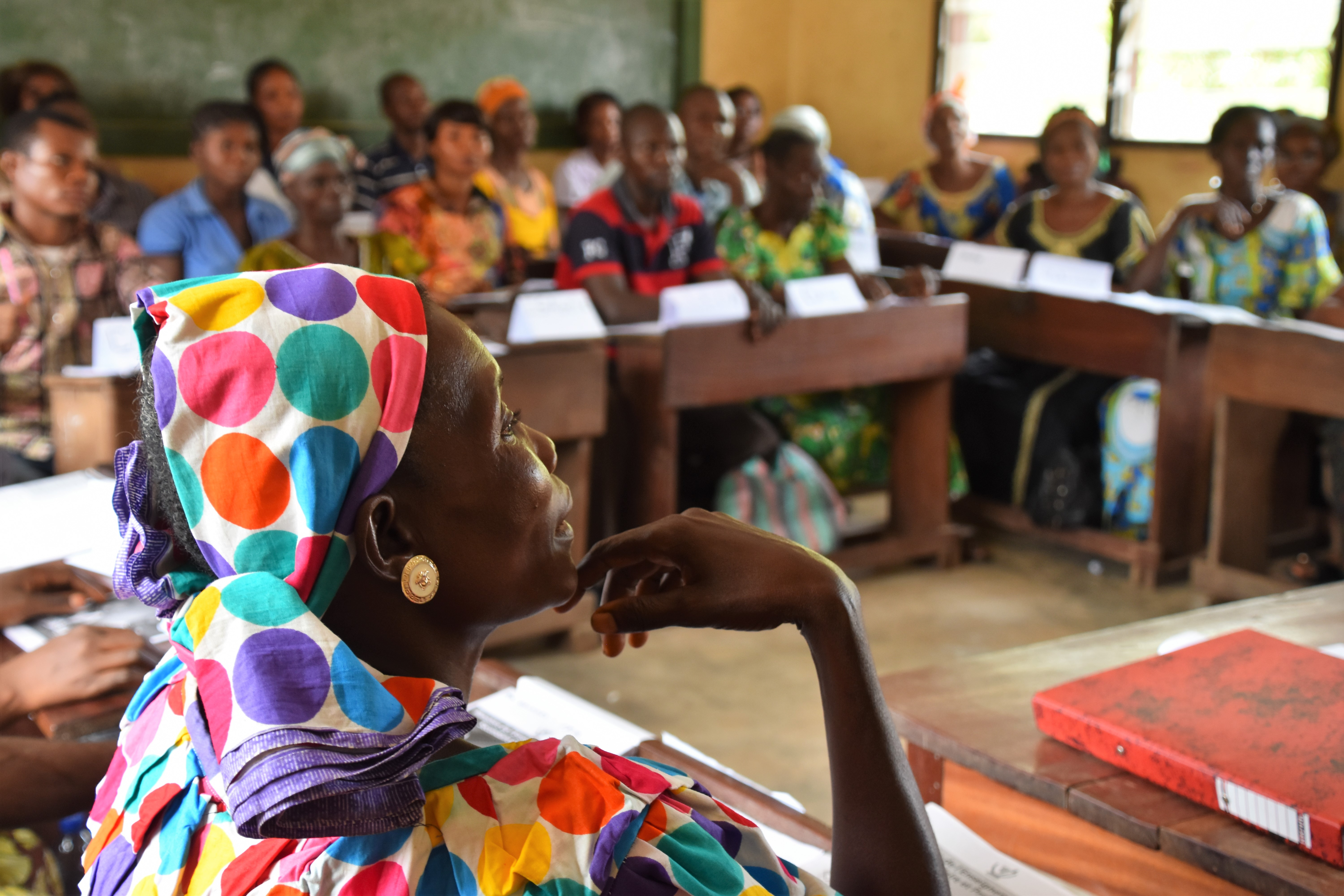
Lehrerausbildung in Mbandaka im Jahr 2017

## Geographie
Équateur liegt im Nordwesten des Landes und grenzt im Norden an Sud-Ubangi, im Nordosten an Mongala, im Osten an Tshuapa, im Süden an Mai-Ndombe und im Westen an die Republik Kongo.

### Verwaltungsgliederung
Die Provinz unterteilt sich in die sieben Territorien Basankusu, Bikoro, Bolomba, Bomongo, Ingende, Lukolela und Makanza sowie die Stadt Mbandaka.

## Geschichte
Das Gebiet der heutigen Provinz Équateur gehörte seit 1917 zur gleichnamigen Provinz Équateur, die allerdings mehrfach Gebiets- und Namensänderungen erfuhr. Laut der 2005 angekündigten Verwaltungsreform sollte Équateur in fünf neue Provinzen aufgeteilt werden. Die Reform wurde mehrmals verschoben und 2011 abgesagt, schließlich 2015 doch umgesetzt. Damit schrumpfte die Provinz Équateur auf die heutige Größe.